# STCC 2015

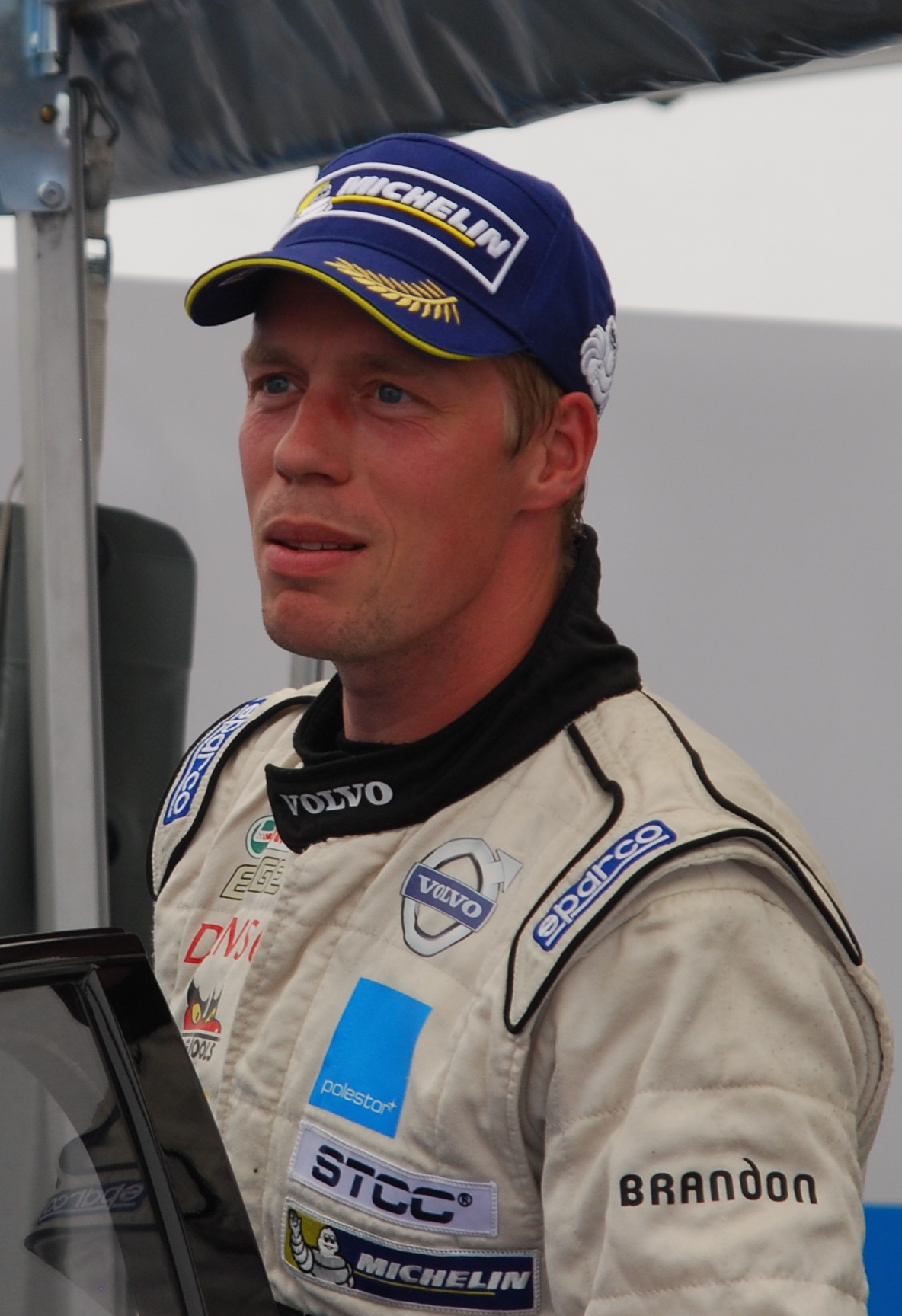
Thed Björk si è aggiudicato il suo terzo titolo davanti al compagno di squadra Fredrik Ekblom

La stagione 2015 dello Scandinavian Touring Car Championship è la sesta edizione del campionato e la terza dalla fusione con TTA – Racing Elite League. È iniziata il 9 maggio a Skövde ed è terminata il 26 settembre al Ring Knutstorp. Il pilota ufficiale Volvo Thed Björk si è aggiudicato il titolo piloti per la terza stagione consecutiva e lo stesso ha fatto la sua scuderia, la Cyan Racing.

## Piloti e scuderie
| Scuderia                                | Vettura        | #  | Pilota                 | Gare      |
| --------------------------------------- | -------------- | -- | ---------------------- | --------- |
| Volvo Polestar Racing Volvo Cyan Racing | Volvo S60      | 1  | Thed Björk             | 1-7       |
| Volvo Polestar Racing Volvo Cyan Racing | Volvo S60      | 11 | Fredrik Ekblom         | 1-7       |
| Volvo Polestar Racing Volvo Cyan Racing | Volvo S60      | 13 | Carl Philip Bernadotte | 1-2, 4-7  |
| Team Tidö                               | Saab 9-3       | 3  | Richard Göransson      | 1-7       |
| Team Tidö                               | Saab 9-3       | 8  | Roger Samuelsson       | 1-7       |
| WCR BMW Dealer Team                     | BMW SR         | 4  | Fredrik Larsson        | 1-7       |
| Sportpromotion                          | BMW SR         | 6  | Erik Jonsson           | 1-7       |
| Team Kia                                | Kia Optima BDE | 9  | Kevin Aabol            | 1-7       |
| Team Kia                                | Kia Optima BDE | 10 | Erik Johansson         | 1-5       |
| Team Kia                                | Kia Optima BDE | 28 | Rasmus Mårthen         | 5-7       |
| Brovallendesign Kia                     | Kia Optima BDE | 95 | Emelie Liljeström      | 1, 3-4, 6 |
| Dacia Dealer Team                       | Dacia SE       | 20 | Mattias Andersson      | 1-7       |
| PWR Racing Team                         | Saab 9-3       | 37 | Daniel Haglöf          | 1-7       |
| PWR Racing Team                         | Saab 9-3       | 93 | Emma Kimiläinen        | 1-7       |

## Calendario
| Gara | Gara | Circuito               | Data         |
| ---- | ---- | ---------------------- | ------------ |
| 1    | G1   | STCC Volvo Race Skövde | 9 maggio     |
| 1    | G2   | STCC Volvo Race Skövde | 9 maggio     |
| 2    | G3   | Circuito di Anderstorp | 30 maggio    |
| 2    | G4   | Circuito di Anderstorp | 30 maggio    |
| 3    | G5   | Mantorp Park           | 25 giugno    |
| 3    | G6   | Mantorp Park           | 25 giugno    |
| 4    | G7   | Falkenbergs Motorbana  | 11 luglio    |
| 4    | G8   | Falkenbergs Motorbana  | 11 luglio    |
| 5    | G9   | Gelleråsen             | 15 agosto    |
| 5    | G10  | Gelleråsen             | 15 agosto    |
| 6    | G11  | Solvalla               | 12 settembre |
| 6    | G12  | Solvalla               | 12 settembre |
| 7    | G13  | Ring Knutstorp         | 26 settembre |
| 7    | G14  | Ring Knutstorp         | 26 settembre |

## Risultati e classifiche

### Gare
| Gara | Circuito               | Pole position     | Giro veloce     | Pilota vincitore       | Scuderia vincitrice   |
| ---- | ---------------------- | ----------------- | --------------- | ---------------------- | --------------------- |
| 1    | STCC Volvo Race Skövde | Thed Björk        | Thed Björk      | Thed Björk             | Volvo Polestar Racing |
| 2    | STCC Volvo Race Skövde |                   | Thed Björk      | Thed Björk             | Volvo Polestar Racing |
| 3    | Circuito di Anderstorp | Richard Göransson | Thed Björk      | Thed Björk             | Volvo Polestar Racing |
| 4    | Circuito di Anderstorp |                   | Fredrik Larsson | Fredrik Larsson        | WCR BMW Dealer Team   |
| 5    | Mantorp Park           | Thed Björk        | Thed Björk      | Thed Björk             | Volvo Polestar Racing |
| 6    | Mantorp Park           |                   | Fredrik Larsson | Fredrik Ekblom         | Volvo Polestar Racing |
| 7    | Falkenbergs Motorbana  | Fredrik Larsson   | Fredrik Larsson | Fredrik Larsson        | WCR BMW Dealer Team   |
| 8    | Falkenbergs Motorbana  |                   | Fredrik Larsson | Carl Philip Bernadotte | Volvo Polestar Racing |
| 9    | Gelleråsen             | Thed Björk        | Thed Björk      | Thed Björk             | Volvo Polestar Racing |
| 10   | Gelleråsen             |                   | Thed Björk      | Fredrik Ekblom         | Volvo Polestar Racing |
| 11   | Solvalla               | Thed Björk        | Fredrik Larsson | Daniel Haglöf          | PWR Racing Team       |
| 12   | Solvalla               |                   | Fredrik Larsson | Fredrik Larsson        | WCR BMW Dealer Team   |
| 11   | Ring Knutstorp         | Fredrik Ekblom    | Fredrik Ekblom  | Fredrik Ekblom         | Volvo Cyan Racing     |
| 12   | Ring Knutstorp         |                   | Fredrik Ekblom  | Fredrik Ekblom         | Volvo Cyan Racing     |

### Classifiche

#### Classifica piloti
| Pos. | Pilota                 | SKÖ | SKÖ | AND | AND | MAN | MAN | FAL | FAL | GEL | GEL | SOL | SOL | KNU | KNU | Punti |
| ---- | ---------------------- | --- | --- | --- | --- | --- | --- | --- | --- | --- | --- | --- | --- | --- | --- | ----- |
| 1    | Thed Björk             | 1   | 1   | 1   | 4   | 1   | 2   | 3   | 11† | 1   | 4   | 3   | 6   | 3   | 3   | 366   |
| 2    | Fredrik Ekblom         | 2   | Rit | 3   | 2   | 3   | 1   | 2   | Rit | 2   | 1   | 7   | 5   | 1   | 1   | 356   |
| 3    | Fredrik Larsson        | 5   | 2   | 2   | 1   | 2   | 4   | 1   | 8   | 4   | Rit | 4   | 1   | 10  | Rit | 268   |
| 4    | Richard Göransson      | Rit | Rit | 6   | 6   | 5   | 6   | 4   | 2   | 6   | 3   | 2   | 3   | 2   | 7   | 243   |
| 5    | Mattias Andersson      | 3   | 3   | 7   | 7   | 4   | 5   | 6   | 3   | 3   | 2   | 6   | 9   | 5   | 8   | 204   |
| 6    | Daniel Haglöf          | 4   | 5†  | 4   | 5   | 6   | 7   | 11† | Rit | 8   | Rit | 1   | 2   | 11  | 2   | 174   |
| 7    | Emma Kimiläinen        | 6   | Rit | 5   | 3   | 7   | 3   | 9   | 9   | 7   | 10† | 5   | 4   | 4   | 6   | 158   |
| 8    | Erik Johansson         | Rit | 4†  | 9   | 8   | 8   | 11† | 5   | 4   | 5   | 6   |     |     |     |     | 94    |
| 9    | Kevin Aabol            | 8   | Rit | 10  | 10  | 10  | 8   | Rit | 5   | 12† | Rit | 9   | 6   | 6   | 4   | 71    |
| 10   | Carl Philip Bernadotte | 9   | Rit | 8   | 9   |     |     | Rit | 1   | 10  | 7   | 11  | 11  | 8   | 10  | 66    |
| 11   | Erik Jonsson           | 7   | Rit | Rit | NP  | 9   | 10  | 7   | 6   | Rit | 9†  | 8   | NP  | Rit | 6   | 52    |
| 12   | Rasmus Mårthen         |     |     |     |     |     |     |     |     | 9   | 5   | 10  | 8   | 7   | Rit | 24    |
| 13   | Roger Samuelsson       | 10  | 6†  | 11  | Rit | 11  | 9   | 10  | 10  | 11  | 8   | 12  | 10  | 9   | 9   | 22    |
| 14   | Emile Liljeström       | Rit | Rit |     |     | Rit | Rit | 8   | 7   |     |     | Rit | 12  |     |     | 10    |
| Pos. | Pilota                 | SKÖ | SKÖ | AND | AND | MAN | MAN | FAL | FAL | GEL | GEL | SOL | SOL | KNU | KNU | Punti |

| Colore  | Risultato             |
| ------- | --------------------- |
| Oro     | Vincitore             |
| Argento | 2º posto              |
| Bronzo  | 3º posto              |
| Verde   | Finito a punti        |
| Blu     | Finito senza punti    |
| Viola   | Ritirato (Rit)        |
| Viola   | Non classificato (NC) |
| Rosso   | Non qualificato (NQ)  |
| Nero    | Squalificato (SQ)     |
| Bianco  | Non partito (NP)      |
| Bianco  | Non ha gareggiato     |
| Bianco  | Infortunato (INF)     |
| Bianco  | Escluso (ES)          |
| Bianco  | Gara cancellata (C)   |

#### Classifica scuderie
| Pos. | Pilota              | SKÖ | AND | MAN | FAL | GEL | SOL | KNU | Punti |
| ---- | ------------------- | --- | --- | --- | --- | --- | --- | --- | ----- |
| 1    | Volvo Cyan Racing   | 111 | 103 | 123 | 71  | 123 | 69  | 123 | 723   |
| 2    | PWR Racing Team     | 44  | 61  | 51  | 12  | 16  | 98  | 58  | 340   |
| 3    | Team Tidö           | 23  | 42  | 32  | 55  | 45  | 44  | 40  | 281   |
| 4    | WCR BMW Dealer Team | 38  | 55  | 48  | 49  | 24  | 43  | 14  | 271   |
| 5    | Dacia Dealer Team   | 45  | 16  | 26  | 34  | 43  | 25  | 32  | 211   |
| 6    | Team Kia            | 20  | 24  | 19  | 53  | 28  | 12  | 22  | 178   |
| 7    | Sportpromotion      | 8   | 1   | 4   | 17  | 10  | 6   | 16  | 62    |
| 8    | Brovallendesign Kia | 0   |     | 0   | 12  | 13  | 6   | 7   | 38    |
| Pos. | Pilota              | SKÖ | AND | MAN | FAL | GEL | SOL | KNU | Punti |

| Colore  | Risultato             |
| ------- | --------------------- |
| Oro     | Vincitore             |
| Argento | 2º posto              |
| Bronzo  | 3º posto              |
| Verde   | Finito a punti        |
| Blu     | Finito senza punti    |
| Viola   | Ritirato (Rit)        |
| Viola   | Non classificato (NC) |
| Rosso   | Non qualificato (NQ)  |
| Nero    | Squalificato (SQ)     |
| Bianco  | Non partito (NP)      |
| Bianco  | Non ha gareggiato     |
| Bianco  | Infortunato (INF)     |
| Bianco  | Escluso (ES)          |
| Bianco  | Gara cancellata (C)   |

## Galleria d'immagini

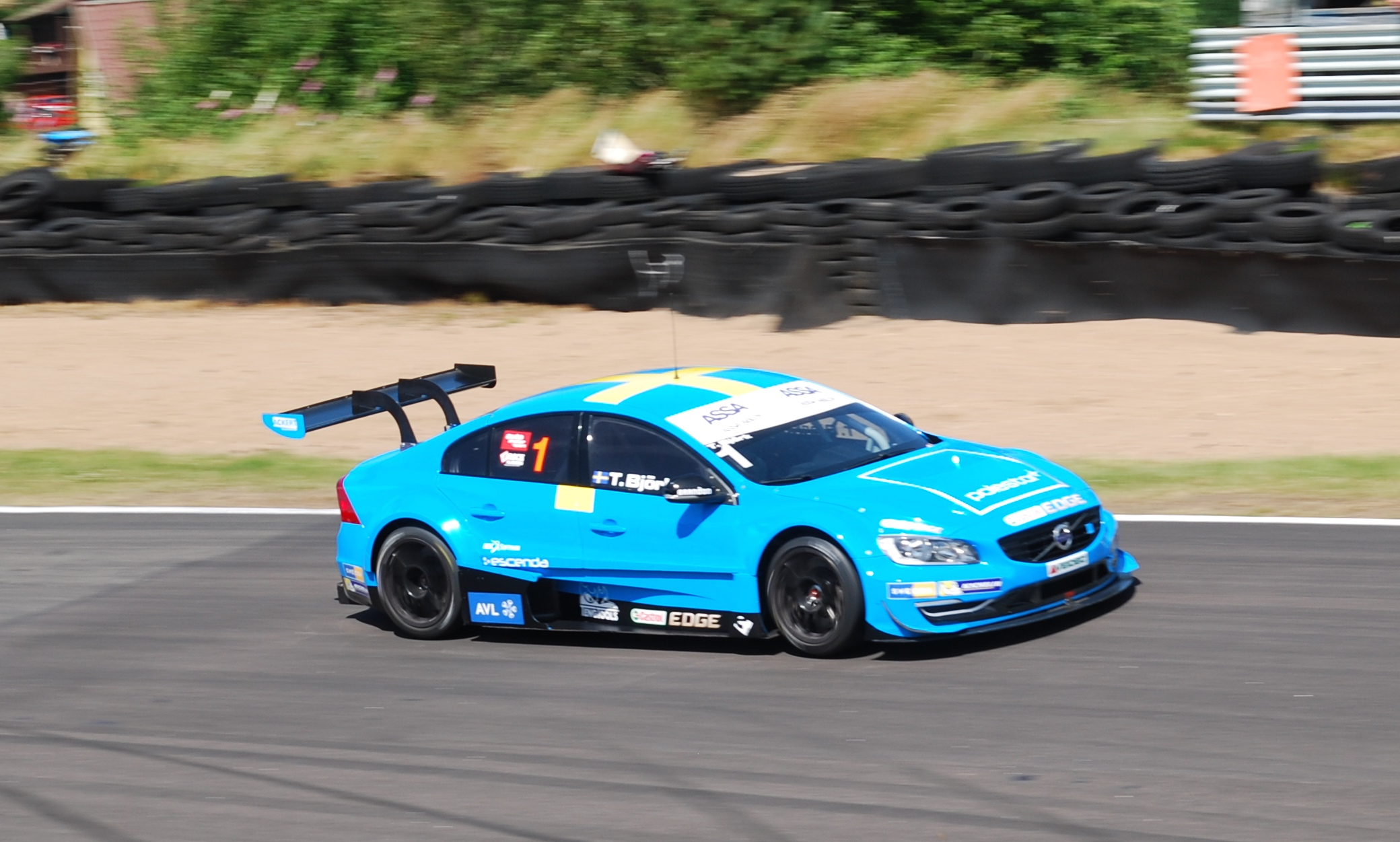
Volvo S60
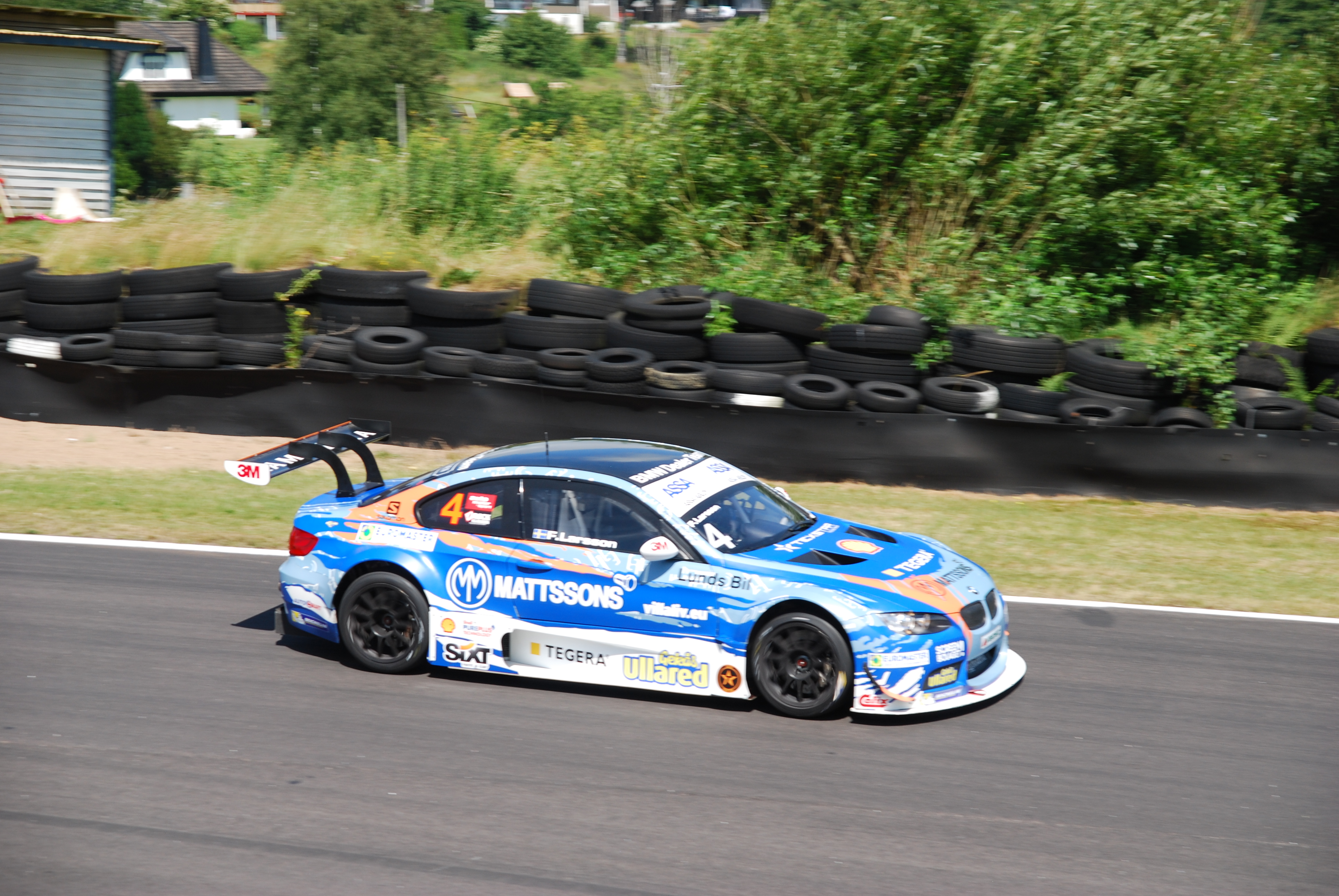
BMW SR
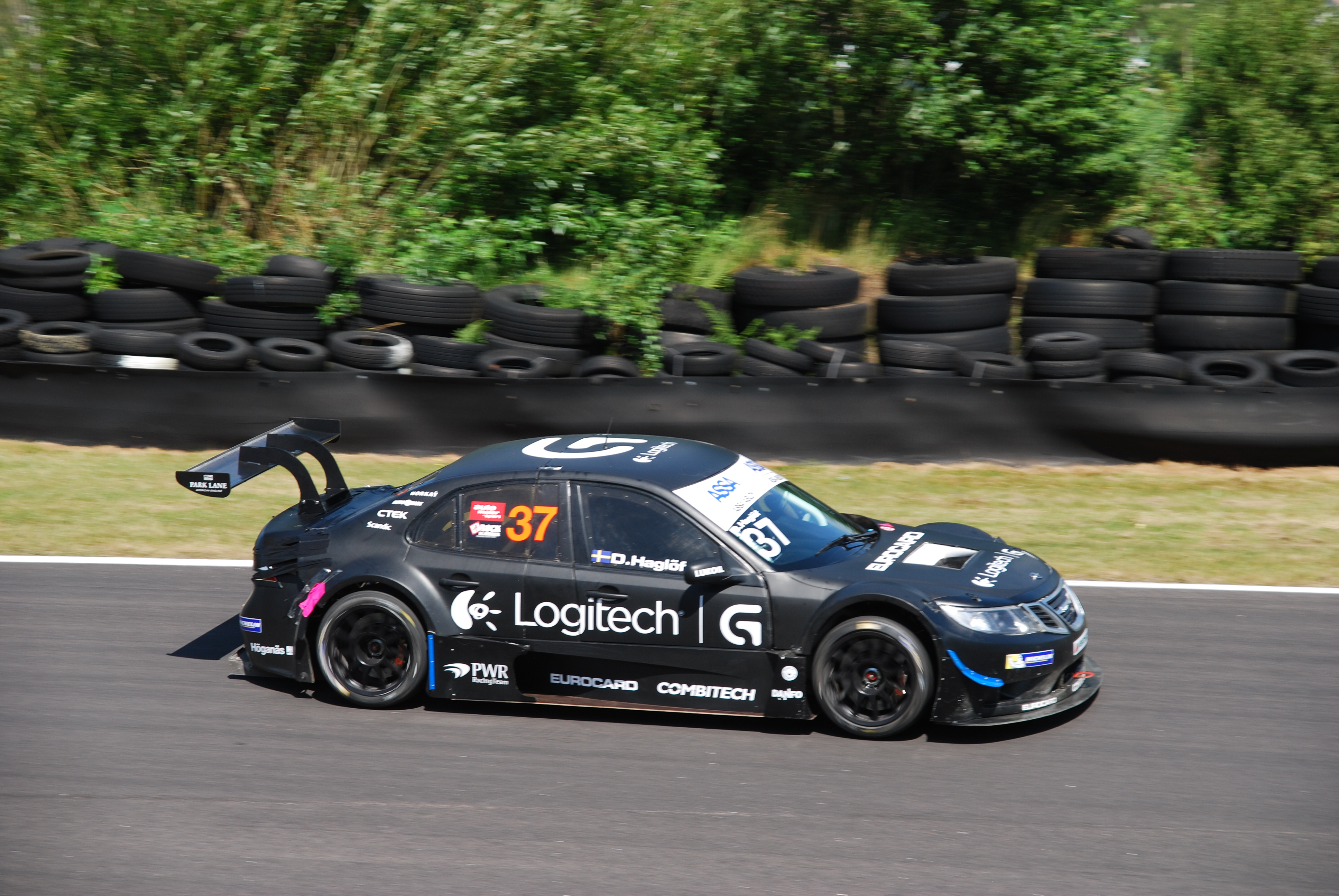
Saab 9-3
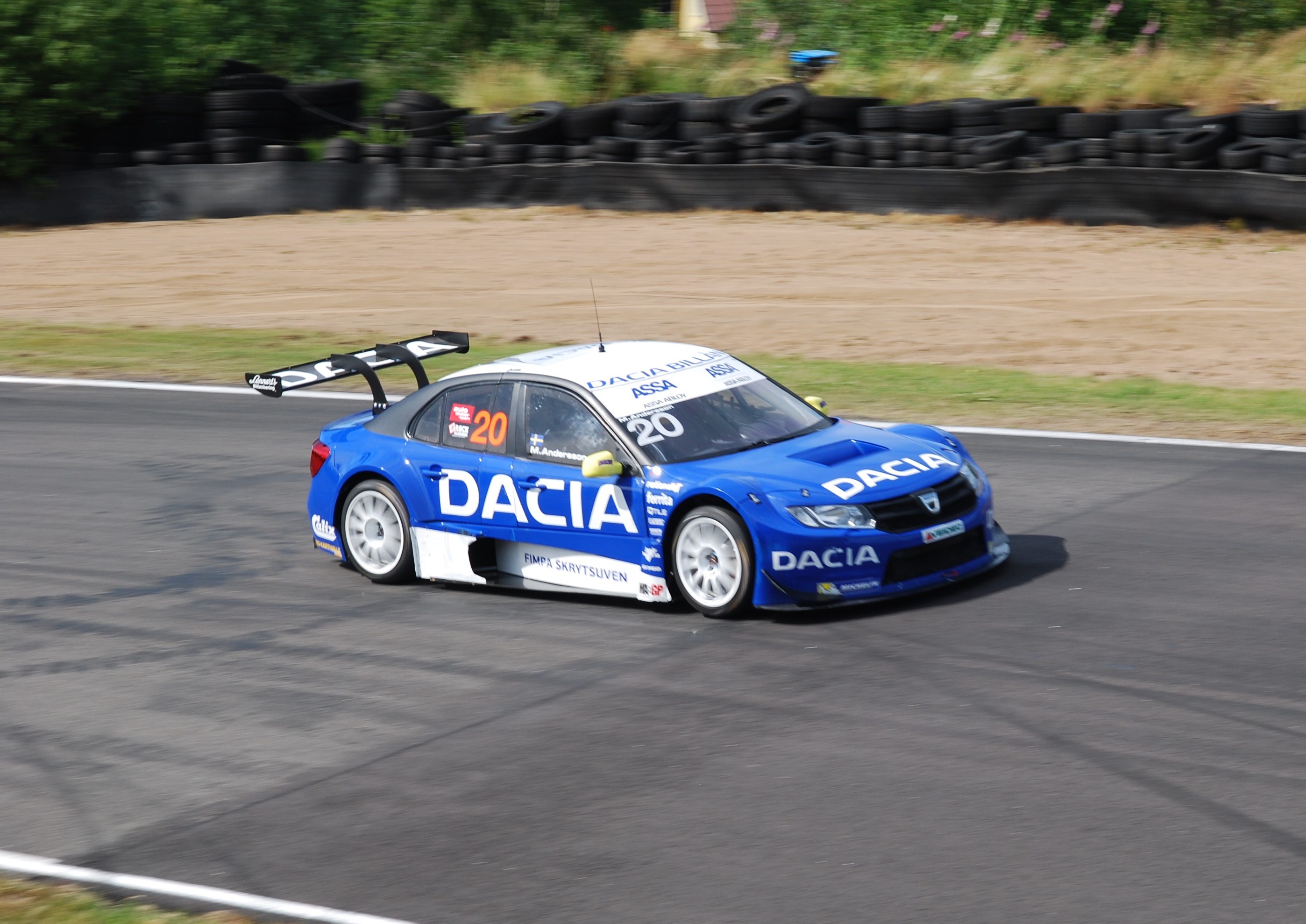
Dacia SE
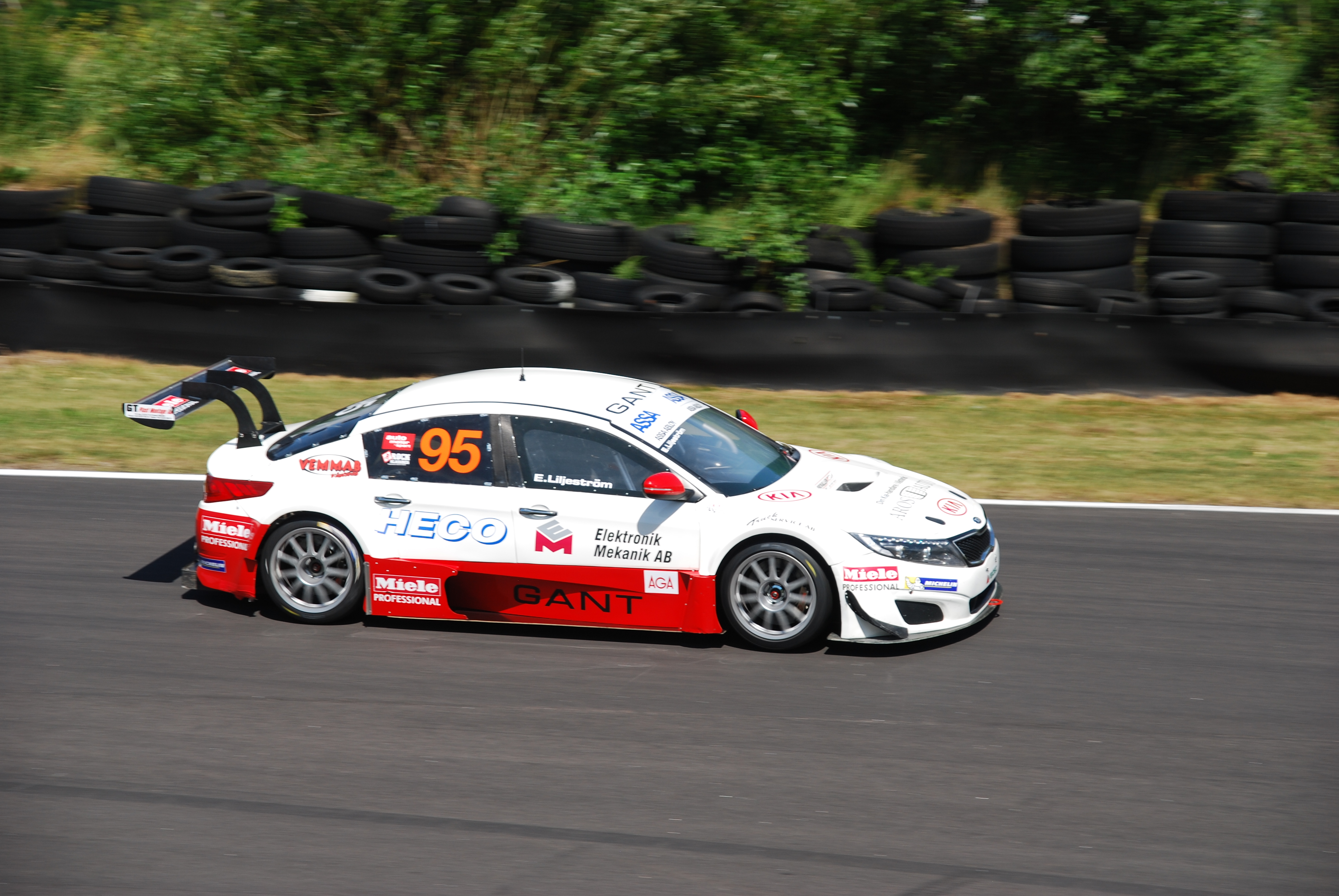
Kia Optima BDE